# In Memoriam A.H.H.
In Memoriam A.H.H. è un poema elegiaco di Alfred Tennyson pubblicato per la prima volta nel 1850. Considerato uno dei massimi capolavori della letteratura vittoriana, il poema fu scritto nell'arco di diciassette anni in seguito alla morte improvvisa di Arthur Henry Hallam, intimo amico di Tennyson e fidanzato della sorella Emilia.
I felt it, when I sorrow'd most;
'Tis better to have loved and lost
Than never to have loved at all.»
(Alfred Tennyson, In Memoriam A.H.H., LXXXV, trad. Saverio Tomaiuolo)

## Struttura

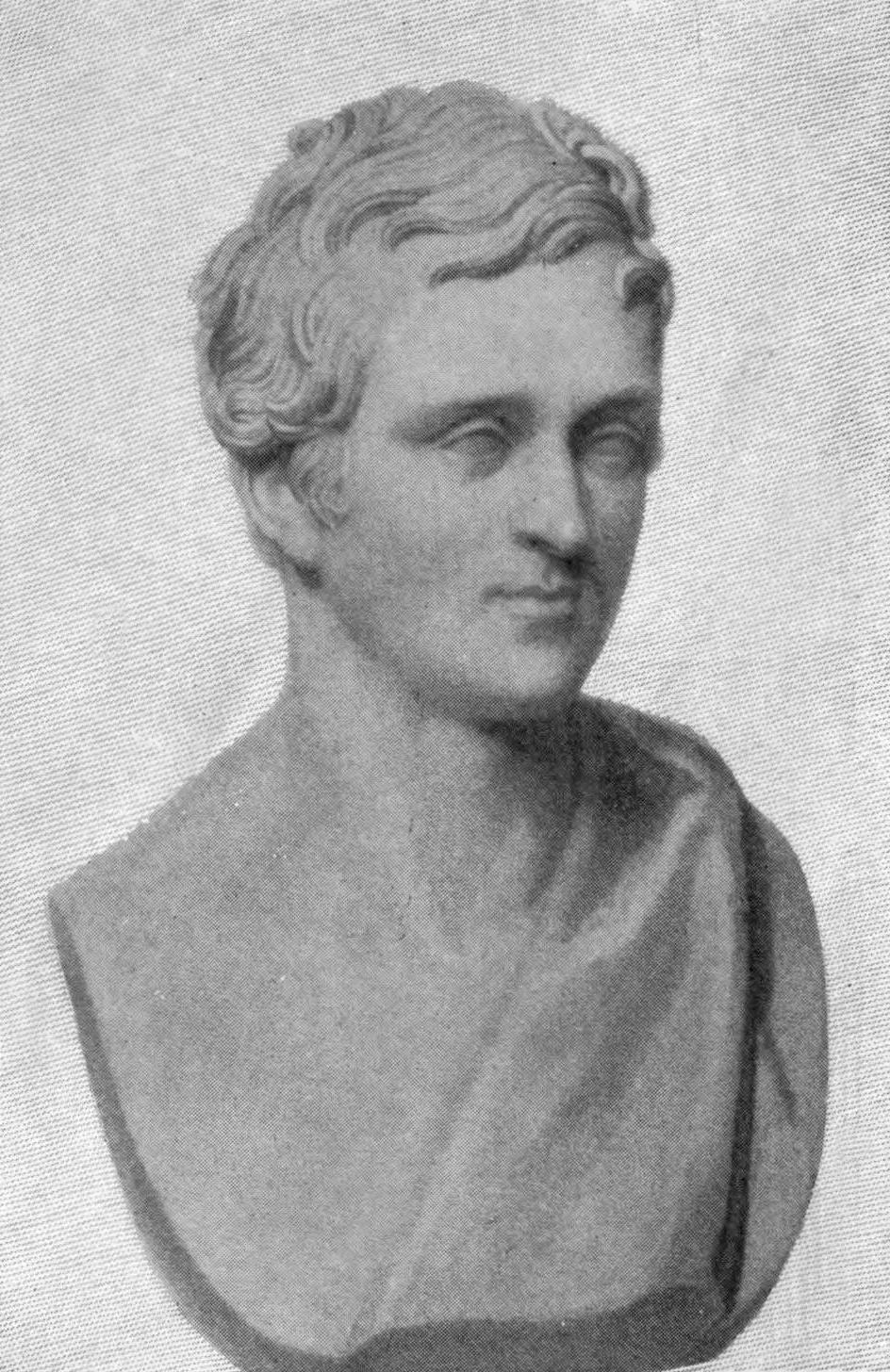
Busto di Arthur Henry Hallam

Il poema è composto da 2916 versi, divisi in 133 sezioni distinte (inclusi un prologo e un epilogo). Di queste 133 solo 131 apparvero nell'edizione originale: la sezione LIX fu aggiunta nella quarta edizione del 1851, mentre il trentanovesimo componimento fu dato alle stampe solo nel 1871. 
Il poema è scritto in quartine di tetrametri giambici a rime incrociate, un tipo di strofa resa popolare da Tennyson e nota appunto come "In Memoriam stanza".
Per quanto Tennyson insistesse nel considerate il poema un componimento unico e regolato da una struttura successivamente sottolineata dallo stesso autore, In Memoriam si presenterebbe anche come una sorta di raccolta o canzoniere incentrato sul tema della perdita, del dolore e della fede. Infatti, in una lettera all'amico James Thomas Knowles, Tennyson affermò di aver scritto i vari componimenti in un lungo arco di tempo senza prendere in considerazione una struttura unitaria né tantomento la pubblicazione delle poesie. Oltre ai sonetti di Shakespeare, Tennyson cita come uno dei suoi maggiori modelli la Divina Commedia, suggerendo che, come nel poema dantesco, anche il suo componimento inizia in un periodo di grande oscurità e termina felicemente con le nozze della sorella Cecilia. Tennyson si sofferma particolarmente sull'influenza dantesca, delineando una struttura dell'opera in nove punti per l'amico Knowles:
1. Prima parte ("Inferno"):
  - I - VIII
  - IX - XX (poesie incentrate sul trasferimento della salma di Hellam da Vienna all'Inghilterra)
  - XXI - XVII
2. Seconda parte ("Purgatorio"):
  - XVIII - XLIX
  - L - LVIII
  - LIX - LXXI
3. Terza parte ("Paradiso")
  - LXXII - XCVIII
  - XCIX - CIII
  - CIV - CXXXI

Va comunque notato che questa divisione è sostanzialmente un tentativo a posteriori di incuneare i componimenti in una struttura regolare e la gran parte della critica moderna tende a vedere In Memoriam come una raccolta più che come un singolo poema.

## Fortuna dell'opera
Nonostante sia stata pubblicata anonimamente, In Memoriam divenne una delle composizioni più popolari di Tennyson, tanto da essere stata ristampata non meno di quattro volte durante il primo anno dalla sua prima pubblicazione nel 1850. Molti versi dell'opera sono diventati veri e propri modi di dire della lingua inglese ("'Tis better to have loved and lost/Than never to have loved at all", "Nature, red in tooth and claw") e il poema trovò un'appassionata ammiratrice nella Regina Vittoria. La regina trovò nell'opera una grande fonte di consolazione dopo la morte del principe Alberto e nel 1862 volle incontrare Tennyson per congratularsi di persona; nel 1883 avrebbe incontrato nuovamente il poeta, ribadendo il grande conforto che il poema le aveva portato dopo la perdita del marito.

## Edizioni italiane
- In Memoriam e altre poesie, Milano, Mondadori, 2022, trad. Saverio Tomaiuolo, ISBN 978-8804747000